# Navajún
Navajún ist eine Gemeinde in der Autonomen Region La Rioja, Spanien. Sie wurde erstmals im Jahr 1381 urkundlich erwähnt wegen Spenden von Enrique II de Trastámara an Juan Ramirez de Arellano als Dank für dessen Unterstützung im Kampf gegen Peter den Grausamen. Der Name der Stadt kommt wahrscheinlich von dem vorrömischen Begriff Nava, was im Baskischen Breite bedeutet und darauf zurückzuführen ist, dass die Stadt eine gleich große Nord-Süd- wie Ost-West-Ausdehnung hat. 
Weltweit bekannt ist Navajún für seine Pyritmine, die 1960 durch den Bergmann Pedro Ansorena entdeckt wurde. Hier können perfekt kubische Pyritwürfel gefördert werden. Die Mine wurde nie industriell genutzt, sondern immer nur für mineralogische Zwecke. Besonders schöne Exemplare befinden sich im örtlichen Museum sowie in vielen Naturkundemuseen.

## Einzelnachweise

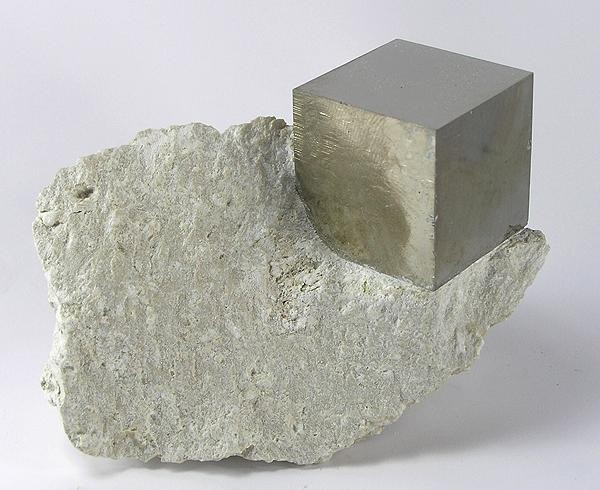
Ein Pyritwürfel aus Navajún